# Coldwell Banker
Coldwell Banker ist ein 1906 in San Francisco gegründetes Immobilienmakler-Unternehmen. Es verfügte Ende 2013 weltweit über rund 630 eigene Niederlassungen; weitere 2.490 wurden von Franchisenehmern betrieben. Die Filialen befinden sich in 47 Ländern; es werden insgesamt 84.000 Mitarbeiter beschäftigt. Das Unternehmen bezeichnet sich als das älteste Wohnimmobilien-Franchisesystem Nordamerikas. Coldwell Banker gehört zum börsennotierten Realogy-Konzern.

## Unternehmensgeschichte

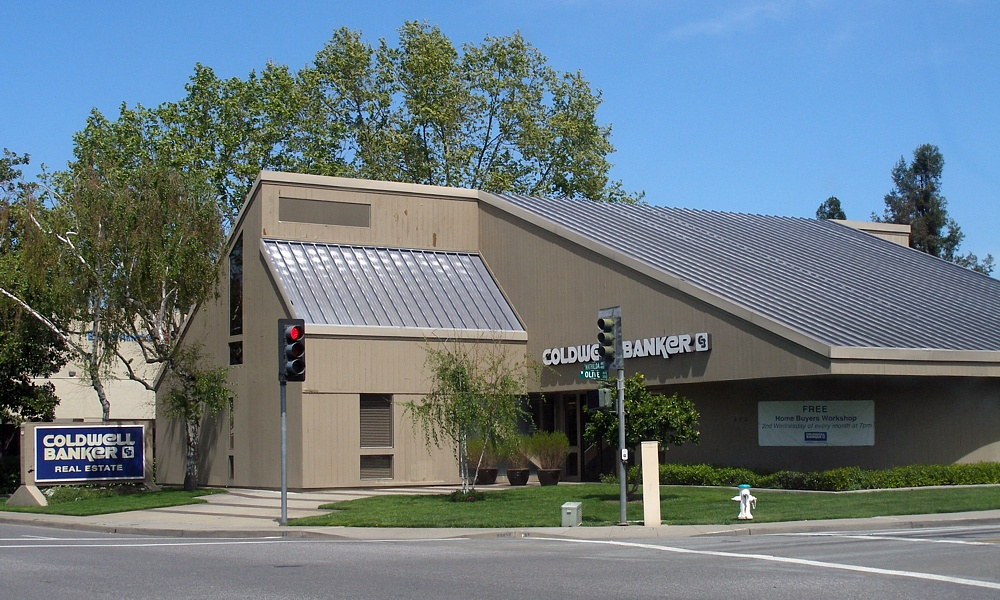
Typische Coldwell-Banker-Filiale

Das Unternehmen wurde 1906 von dem Immobilienmakler Colbert Coldwell in San Francisco gegründet. Einige Jahre später trat Arthur Banker in das Unternehmen ein, das sie ab 1914 gemeinsam unter dem Namen Coldwell Banker betrieben.